# SV Schwechat
Die SV Schwechat ist ein österreichischer Fußballverein aus der niederösterreichischen Braustadt Schwechat. Die komplizierte und weitverzweigte Vereinsgeschichte reicht bis ins Jahr 1899 in die Wiener Landstraße zurück. Von 1960/61 bis 1965/66 spielte der Verein als 1. Schwechater SC insgesamt sechs Saisonen lang in der österreichischen Staatsliga/Nationalliga und konnte 1963 unter anderem Ajax Amsterdam im Rappan-Cup 5:2 bezwingen.

## Geschichte

### ASK Schwechat (1903–1907) und SK Graphia Wien (1899–1907)
Die Geschichte der Schwechater SV lässt sich bis auf zwei Vereine, den SK Graphia Wien sowie den ASK Schwechat zurückführen. Der ältere der beiden Klubs, die Graphia wurde im Jahre 1899 ins Leben gerufen und spielte in der Wiener Landstraße. Der Verein zählte damals durchaus zu den erfolgreichen Klubs und spielte im Tagblatt-Pokal 1900/01, der ersten österreichischen Meisterschaft, die von der ÖFU ausgerichtet wurde in der 2. Klasse. Als Zweiter zum Saisonende stieg der Verein gemeinsam mit dem Hernalser F.u.AC Vorwärts in die 1. Klasse auf und zählte bis zur Einstellung der Meisterschaft 1904 zu den erstklassigen Vereinen. Im selben Jahre zog der Klub nach Margareten in die dortige Radrennbahn und wechselte nur ein Jahr später nach Schwechat. Der ASK Schwechat wurde indes am 22. August 1903 vom Mäzen Eduard König gegründet, dessen Sohn, der Nationalspieler Engelbert König, bald der erste Star der Schwechater wurde. Ein eigener Fußballplatz wurde am 11. September 1904 neben dem Kaiser-Jubiläums-Bad eröffnet. In der Saison 1906/07 nahmen die beiden Klubs an der abgebrochenen österreichischen Meisterschaft des ÖFV teil und beschlossen anschließend als SC Germania Schwechat gemeinsame Wege zu gehen.

### SC Germania Schwechat (1907–1927)
Der SC Germania Schwechat entwickelte sich bald zu einem gefragten Spielpartner der Wiener, aber auch der internationalen Vereine. Am 9. Mai 1909 machte sogar der damals bereits vierfache englische Meister Sunderland AFC aus dem „Mutterland des Fußballs“ halt und siegte auch standesgemäß 5:0. In der erstmals 1913/14 ausgetragenen Provinzmeisterschaft des NFV setzte sich die Germania Schwechat im Finale klar mit 7:0 und 2:2 gegen die 1. Stockerauer Sportvereinigung 07 durch und gewann damit ihren ersten Titel. Nach Ende des Ersten Weltkrieges stellten die Schwechater somit den Antrag beim NFV zur „richtigen Meisterschaft“ mit den Wiener Vereinen teilnehmen zu dürfen und wurde in die 2. Klasse eingeteilt. Bei der ersten Zweitligateilnahme 1919/20 belegte die Germania gleich den zweiten Platz hinter der Wiener Hakoah. Im ÖFB-Cup gelang ein 21:0-Rekordsieg über den SC Tulln, bei dem Adi Fischera gleich neun Mal traf. Nach einer schwachen Frühjahrssaison 1920/21 gelang es mit Kossuth den Stammtormann des amtierenden ungarischen Meisters MTK zu verpflichten.
So mischte die Germania bald wieder um den Aufstieg in die Erste Klasse mit, scheiterte letztlich nur unglücklich nach einem 0:0 gegen den FC Ostmark Wien mit nur zwei Punkten Rückstand auf die Brigittenauer. Noch dramatischer verlief die Meisterschaft 1921/22. Die Schwechater Germania führte lange Zeit die Tabelle an, bis sie in der drittletzten Begegnung nur 1:1 gegen die Wiener Sportfreunde remisierte. Letztlich wurde der WAC so punktgleich vor der Germania Erster, die nun zum dritten Mal in Folge knapp am Aufstieg scheiterte. Bitter kam zudem hinzu, dass sich die Sportfreunde ungerechtfertigterweise mit dem Sport-Club-Spieler Johann Baar verstärkt hatten, ein Protest diesbezüglich wurde aber abgewiesen. An dieser Niederlage zerbrach die Germania schließlich, denn gleich mehrere Spieler nahmen Angebote erstklassiger Vereine an, was den Klub empfindlich schwächte. Die Germania taucht fortan in den hinteren Abschnitten der Zweitligatabelle auf, 1926/27 folgte schließlich der Abstieg in die Drittklassigkeit, ohne auch nur ein Spiel gewonnen haben zu können. Der Großteil der Spieler wechselte zum SK Neukettenhof, der mehr oder weniger als legitimer Nachfolger der Germania Schwechat gesehen wird.

### SK Neukettenhof (1927–1934)
Der SK Neukettenhof war ein Verein der VAFÖ, der sich rasch von der 3. Klasse in die 1. Klasse hochspielen konnte und so wöchentlich 2.000 Zuschauer auf seinen Platz lockte. Mit den ehemaligen Germania-Spielern als Verstärkung und eigene Talente wie Rudi Viertl konnte der Klub auch in der Nordabteilung der 1. Klasse 1933 reüssieren und so in die VAFÖ-Liga aufsteigen. Diese wurde allerdings nach der Herbstsaison, bei der der SK Neukettenhof den sechsten Rang belegte, aufgelöst wurde und dessen Klubs in die 2. Klasse des ÖFB aufgenommen wurden. Im selben Jahr fusionierte der Klub mit den Amateure XI aus Simmering und legte sich wieder den Namen SC Germania Schwechat bei.

### SC Germania Schwechat und Phönix Schwechat (1934–1945)
In der II. Liga Süd erreichte die neue Schwechater Germania in den folgenden Jahren anfangs gute Mittelfeldplätze, stieg aber 1936/37 in die Drittklassigkeit ab. Der Wiederaufstieg erfolgte 1942, im selben Jahre erreichte Germania das Halbfinale des „ostmärkischen Pokals“" – dieser wurde als Qualifikation für den DFB-Pokal eingeführt – welches 1:6 an den Wiener AC ging. Die Folgezeit war durch den Krieg zunehmend gekennzeichnet, nachdem der eigene Platz im Juli 1944 bei einem Bombenangriff zerstört wurde, schloss sich der Verein Phönix Schwechat an. Phönix Schwechat war lange Zeit der Lokalrivale der Germania und hatte mit Rudolf Vytlačil ihren berühmtesten Spieler hervorgebracht. Der Verein zählte ursprünglich zu den stärksten Teams der VAFÖ-Liga, war bei Meisterschaftsabbruch 1934 Tabellenführer gewesen. Nach der Eingliederung in die II. Liga Süd 1934/35 unter dem vorübergehenden Namen ASK Schwechat, blieb der Klub zur Kriegsgemeinschaft mit Germania auf dieser Leistungsstufe, platzierte sich regelmäßig im Mittelfeld.

### 1. Schwechater SC (1945–1979)
Nach Ende des Zweiten Weltkrieges entstand aus der einstigen Kriegssportgemeinschaft der 1. Schwechater SC. Bereits In der Saison 1946/47 sollte fast der Aufstieg in die erste Spielstufe gelingen. Letztlich fehlte nur ein Punkt auf Aufsteiger SC Rapid Oberlaa, der zwei Spieltage vor Meisterschaftsschluss noch drei Punkte Rückstand auf den Schwechater SC hatte. Auch 1947/48 fehlte wiederum nur ein Punkt auf Zweitligameister SC Rasenspieler Hochstädt. Die Wiedereinführung des Professionalismus mit der Staatsligareform 1949/50 brachte es mit sich, dass die Blau-Weißen als 5. von 14 in der Drittklassigkeit absteigen mussten. Wurden die Schwechater 1953 noch Zweiter hinter dem FC Stadlau in der Wiener Liga konnte 1956 der erste Platz vor dem SC Gaswerk VIII und die damit verbundene Qualifikation zur Staatsliga-B-Relegation gefeiert werden. Diese Relegation meisterte Schwechat mit 4:2 und 3:2 gegen niederösterreichischen Vertreter SC Ortmann und war somit wieder zweitklassig.
Bis zur Auflösung der Staatsliga B in der Saison 1958/59 erreichte der Klub meiste gute Positionen im vorderen Mittelfeld, konnte aber nicht um den Aufstieg mitspielen. Erst in der neuen Regionalliga Ost, die nun die zweite Spielstufe für Wiener, niederösterreichischen und burgenländischen Vereine bildete, konnte Schwechat schließlich den Aufstieg mit 7 Punkten Vorsprung in die Staatsliga schaffen. Anfangs noch gegen den Abstieg spielend, war mit dem vierten Platze 1963/64 der Höhepunkt erreicht. Bis zu 11.000 Besucher strömten zu den Heimspielen am ausgebauten Schwechater Sportplatz zwischen der Schwechat und dem Kalten Gang gegen große Mannschaften wie Rapid, die bereits in der Debütsaison 3:2 geschlagen wurden. Auch international feierte der Klub im Rappan-Cup einen sensationellen Erfolg, als am 27. Juni 1963 der Titelverteidiger Ajax Amsterdam 5:2 geschlagen wurde, Schwechat selbst unterlag allerdings dann knapp IFK Norrköping und Tasmania Berlin. Die Mannschaft Schwechats bestand dieser Tage mit Robert Dienst, Friedrich Kominek und Herbert Grohs einerseits aus bekannten Routiniers, ergänzt durch junge Spieler wie Johann Frank, die selbst bald den Sprung in die Nationalmannschaft schafften. Aus finanziellen Gründen strebte der Klub allerdings eine Spielgemeinschaft mit der Wiener Austria an, nachdem diese 1966 scheiterte, standen die Schwechater ohne Erstligaplatz da und mussten – mehr oder weniger freiwillig – in die Regionalliga Ost absteigen.
Der sofortige Wiederaufstieg 1966/67 wurde mit nur einem Punkt Rückstand auf den SC Eisenstadt verpasst, jedoch konnten im ÖFB-Cup große Erfolge gefeiert werden. Über den Deutschlandsberger SC, SC Wacker Wien und einen 5:0-Kantersieg über den SV Austria Salzburg kam Schwechat bis ins Halbfinale, wo sie sich allerdings mit demselben Ergebnis auswärts dem LASK geschlagen geben mussten. Auch in der Saison 1968/69 reichte es nur zu Rang zwei hinter dem First Vienna FC 1894. Es folgte zwar einige vordere Plätze in der Regionalliga, durch die Bundesligareform 1973/74 musste der Klub zwangsweise in die Drittklassigkeit absteigen, die wiederum von der degradierten Regionalliga Ost gebildet wurde, aber für Wiener Verein 1980/81 von der Wiener Liga abgelöst wurde.

### SV Schwechat (1979–heute)
Der 1. Schwechater SC war mittlerweile am 1. September 1979 der Sportvereinigung Schwechat beigetreten, sodass er den neuen und bis heute gültigen Namen SV Schwechat erhielt. Der Klub gewann sowohl 1983, als auch 1984 und 1985 die Wiener Liga; musste er sich anfangs noch in der Relegation dem SV Neuberg und ein Jahr später dem SV Gablitz im Elfmeterschießen geschlagen geben, konnte diese im dritten Anlauf 1985 gegen den VfB Mödling und den USV Rudersdorf erfolgreich absolviert werden. So spielte Schwechat in der Saison 1985/86 wieder in der zweiten Spielstufe, der damaligen 2. Division, stieg aber umgehend wieder ab. Seither kämpft der Klub in der wiedereingeführten drittklassigen Regionalliga Ost um den Wiederaufstieg in die zweite Spielstufe. Nach zwei zweiten Plätzen 1994 und 1998 konnte in der Saison 2002/03 fast das angestrebte Ziel erreicht werden. Die SV Schwechat gewann zwar die Regionalliga Ost und qualifizierte sich damit zur Relegation, in der er sich allerdings knapp 0:0 und 2:3 gegen die SpG Wattens/Wacker Tirol scheiterte. Die beiden Spiele hatten 22.500 Zuschauer. Die Saison 2005/06 beendete die SV Schwechat auf nur noch Rang 13 von 16. In der Saison 2007/08 ist Schwechat schließlich nach einem 1:1 am letzten Spieltag gegen VfB Admira Wacker Mödling in die Wiener Liga abgestiegen. In der Saison 2008/09 gelang jedoch der sofortige Wiederaufstieg in die Regionalliga Ost.

## Bekannte Spieler
| bis 1945 - Engelbert König - Adolf Fischera - Anton Cargnelli | - Josef Stürmer - Leopold Danis - Rudolf Viertl - Robert Kraus | ab 1945 - Johann Frank - Robert Dienst - Josef Musil | - Robert Frind - Franz Hasil - Friedrich Kominek - Walter Horak - Tomislav Knez | - Ernst Kozlicek - Karl Blizenetz - Heinz Nowy - Gerald Glatzmayer - Rudolf Horvath - Alfred Gassner |

## Erfolge
- 8 × Erstligateilnahme: 1902–1903 (ÖFU-Meisterschaft), 1961–1966 (Staatsliga/Nationalliga)
- 1 × Zweitligameister: 1960 (Regionalliga Ost)
- 1 × Provinzmeister: 1914
- 1 × Teilnahme VAFÖ-Liga: 1934
- 1 × Meister 1. Klasse VAFÖ: 1933 (Nord)
- 1 × Halbfinale ÖFB-Cup: 1967
- 1 × Teilnahme Rappan-Cup: 1963 (5:2-Sieg über Ajax Amsterdam)
- 1 × Beliebteste Amateurmannschaft (Bruno-Gala): 2011